# كسينيا ليكينا
كسينيا ليكينا (بالروسية: Лыкина, Ксения Валентиновна) مواليد 19 يونيو 1990 في موسكو، هي لاعبة كرة مضرب روسية تلعب باليد اليمنى وتحتل حالياً المرتبة رقم. 404 (20 يوليو 2015) في تصنيف رابطة محترفات كرة المضرب. هي إحدى بطلات الجراند سلام. أعلى تصنيف لها في الفردي كان المركز الـ 171 في سنة 2010.

## الميداليات
| الميدالية | المسابقة                      |
| --------- | ----------------------------- |
| ذهبية     | الألعاب الجامعية الصيفية 2009 |
| ذهبية     | الألعاب الجامعية الصيفية 2009 |
| برونزية   | ألعاب جامعية صيفية 2011       |
| برونزية   | ألعاب جامعية صيفية 2011       |
| برونزية   | ألعاب جامعية صيفية 2011       |

## روابط خارجية
- كسينيا ليكينا على موقع رابطة محترفات التنس (الإنجليزية)
- كسينيا ليكينا على موقع الاتحاد الدولي لكرة المضرب (الإنجليزية)
- كسينيا ليكينا على موقع خلاصة التنس.كوم (الإنجليزية)
- كسينيا ليكينا على موقع إي إس بي إن.كوم (الإنجليزية)